# فخرالدین احمد چارپردی
فخرالدین احمد بن حسن جاربردی (تولد؟-مرگ ۷۴۶ هجری قمری) نویسنده شرحی است بر کتاب الشافیة فی التصریف در نحو اثر ابن حاجب، که به شرح جاربردی معروف است.

## نام
در برخی منابع او را «ابوالمکارم فخرالدین احمدبن الحسن بن یوسف جاربردی» نامیده‌اند. «جاربردی» در نام او معرب «چارپردی» یعنی منسوب به چارپرد است. علامه قزوینی در حاشیه پیوست پایانی شدالازار آورده است: «با فحص شدید نتوانستیم معلوم کنیم که جاربردی نسبت به کجا و به چیست، ولی ... ظاهراً نام قلعه جاربرد یکی‌دو مرتبه در کتاب معروف «سیرت السلطان جلال الدین منکبرنی» تألیف محمد بن احمد نسوی، منشی پادشاه مزبور، برده شده است و از آن جا صریحاً معلوم می‌شود که قلعه ی جاربرد از مضافات اران بوده است، یعنی ناحیه‌یی وسیع واقع در شمال رود ارس و شمال آذربایجان و محصور بین رود ارس از جنوب و رود کر از شمال که از دوره مغول به بعد قسمت شرقی آن ناحیه موسوم به قراباغ گردید»

## زندگی
وی در تبریز می‌زیست و در همان شهر درگذشت. نزد ناصرالدین عبدالله بیضاوی، صاحب معروف تفسیر بیضاوی، شاگردی کرد و با قاضی عضدالدین ایجی مباحثات طولانی داشت، و پس از درگذشت او، پسرش، ابراهیم بن احمد جاربردی آن بحث‌ها را ادامه داد و متن آن‌ها در طبقات الشافعیه سبکی (ج ۶ صص ۱۲۳-۱۸۰) در شرح حال قاضی عضدالدین ایجی آمده است.
او در تصوف و عرفان مقام شامخی داشت و مرد باوقار و باحقیقتی بود.

## آثار
- شرح شافیه ابن الحاجب در علم صرف، معروف به شرح جاربردی، که بعد از شرح رضی بر همان متن یکی از بهترین شرح‌های آن رساله شناخته می‌شود.
- کتاب السراج الوهّاج که شرحی بر کتاب منهاج استادش ناصرالدین عبدالله بیضاوی است در علم اصول.
- شرح ناقصی بر کتاب الحاوی قاضی بیضاوی است که در فقه است.
- تعلیقات بر کشاف.
- رساله ای در نحو بنام المغنی که شاگردش محمدبن عبدالرحیم بن محمد العمری المیلانی آن را شرح کرده است.